# گرونهورن
گرونهورن (به لاتین: Grünhorn) یک کوه در سوئیس است که در کانتون وله واقع شده‌است. گرونهورن ۴٬۰۴۴ متر بالاتر از سطح دریا واقع شده‌است.